# Tinoc
Tinoc est une municipalité de la province d'Ifugao, aux Philippines.